# 조도초등학교 상도분교
조도초등학교 상도분교는 대한민국 전라남도 진도군 조도면 맹성리에 있었던 초등학교이다.

## 연혁
- 1948년 7월 21일 상도국민학교 설립 인가
- 1948년 7월 30일 상도국민학교 개교
- 일자미상 상도국민학교 성남분교 설립 인가
- 1953년 9월 15일 성남분교장 개교
- 일자미상 상도국민학교 외병분교 설립 인가
- 1959년 4월 1일 외병분교장 개교
- 1963년 3월 28일 상도국민학교 내병분교 설립 인가
- 1963년 4월 1일 내병분교장 개교
- 일자미상 상도국민학교 눌옥분교 설립 인가
- 1963년 7월 1일 눌옥분교장 개교
- 일자미상 상도국민학교 옥도분교 설립 인가
- 1965년 3월 1일 상도국민학교 소성남분실 개설
- 1965년 11월 18일 옥도분교장 개교
- 1968년 4월 1일 상도국민학교 새섬분실·항도분실 개설
- 1968년 9월 1일 상도국민학교 백야도분실 개설
- 일자미상 상도국민학교 여미분교 설립 인가
- 1969년 9월 3일 여미분교장 개교
- 1975년 5월 16일 새섬분실 폐실 및 본교 통폐합
- 1981년 1월 1일 항도분실 폐실 및 본교 통폐합
- 1988년 9월 1일 소성남분실 폐실 및 본교 통폐합
- 1992년 3월 1일 눌옥분교장 폐교 및 조도국민학교 통폐합
- 1996년 3월 1일 상도초등학교 개칭, 여미분교장 폐교 및 조도초등학교 통폐합
- 1997년 3월 1일 외병분교장 폐교 및 조도초등학교 통폐합
- 1998년 3월 1일 조도초등학교 분교장 격하 편입, 성남분교장·내병분교장·옥도분교장·백야도분실 이관
- 2008년 3월 1일 폐교 및 조도초등학교 통폐합